# Paragaleus leucolomatus
Paragaleus leucolomatus är en hajart som beskrevs av Compagno och Smale 1985. Paragaleus leucolomatus ingår i släktet Paragaleus och familjen Hemigaleidae. IUCN kategoriserar arten globalt som otillräckligt studerad. Inga underarter finns listade i Catalogue of Life.